# Indslev Sogn
Indslev Sogn er et sogn i Middelfart Provsti (Fyens Stift).
I 1800-tallet var Indslev Sogn anneks til Nørre Aaby Sogn. Begge sogne hørte til Vends Herred i Odense Amt. Nørre Aaby-Indslev var én sognekommune, men blev senere delt i to. Ved kommunalreformen i 1970 blev Nørre Aaby kernen i Nørre Aaby Kommune, og Indslev kom til Ejby Kommune. Ved strukturreformen i 2007 blev begge storkommuner indlemmet i Middelfart Kommune.
I Indslev Sogn ligger Indslev Kirke.
I sognet findes følgende autoriserede stednavne:
- Bubel (bebyggelse, ejerlav)
- Bubelgård (ejerlav, landbrugsejendom)
- Byholm (bebyggelse)
- Gremmeløkke (bebyggelse)
- Indslev (bebyggelse, ejerlav)
- Indslev Tårup (bebyggelse, ejerlav)
- Kærby (bebyggelse, ejerlav)
- Kærbyholm (bebyggelse, ejerlav)
- Sandholm (bebyggelse)
- Vejrup (bebyggelse, ejerlav)
- Vejrup Mark (bebyggelse)